# 豊川市立御津南部小学校
豊川市立御津南部小学校（とよかわしりつ みとなんぶしょうがっこう）は、愛知県豊川市御津町御馬加美にある公立小学校。
学校の敷地内には南部山と呼ばれる遊び場があり、自然と触れ合うことができる。児童たちは南部山で遊んだりしている。

## 周囲の環境
南部山には南部川が流れ、アメリカザリガニやメダカなどの生き物が住み着いている。他にもカシワの木や栗の木などがある。

## 校区
- 豊川市のうち御津町上佐脇、御津町下佐脇、御津町新田、御津町御馬、御津町西方、御津町泙野、御津町大草、御津町赤根の各地区が校区。
- 卒業生は、豊川市立御津中学校へ進学する。

## 遺跡
学校の敷地内に長床（ながとこ）遺跡と呼ばれる弥生時代の遺跡がある。長床遺跡は1936年（昭和11年）に小学校の講堂を建設する際に発見され、壺形土器が約20個発掘された。この土器は胴が大きく膨らみ、口の部分が急に狭くなっている形状をしており、発掘された地名から長床式土器と名づけられた。当時を知る貴重な資料として校長室と玄関に展示されている。

## 沿革
- 1906年 - 開校
- 1907年 - 校区の制定
- 1941年 - 御津南部尋常高等小学校に改名
- 1947年 - 宝飯郡御津町立御津南部小学校に改名
- 2007年 - 創立100周年

## 行事
- 4月　入学式
- 6月　音楽会
- 8月　シデナム・ヒルサイド小学校との交流
- 10月　遠足
- 11月　社会見学　みと南まつり
- 3月　卒業式

## 著名な出身者
- 鈴木しおり - 名古屋テレビ放送アナウンサー[1]
- 小原基樹 - サンフレッチェ広島F.Cサッカー選手

## アクセス
- JR東海 愛知御津駅下車、徒歩約5分